# 580년대
580년대는 580년부터 589년까지를 가리킨다.